# Antoine Dartigaux
Le baron Antoine Dartigaux ou d'Artigaux, est un homme politique français né le 20 septembre 1766 à Oloron (Basses-Pyrénées) et décédé le 20 mars 1836 à Pau (Pyrénées-Atlantiques).

## Biographie
Antoine Dartigaux est le fils de Bertrand Dartigaux, négociant, et de Dorothée d'Anglade. Avocat, il est, sous le Directoire, commissaire du gouvernement près le tribunal civil d'Oloron. Procureur général à la cour d'appel de Pau sous l'Empire, il est fait chevalier d'Empire en 1811. Il est député des Basses-Pyrénées pendant les Cent-Jours, puis de 1819 à 1820 et de 1824 à 1831, siégeant dans la majorité soutenant les ministères de la Restauration.

## Pour approfondir